# Eupithecia infecunda
Eupithecia infecunda är en fjärilsart som beskrevs av András Vojnits 1981. Eupithecia infecunda ingår i släktet Eupithecia och familjen mätare. Inga underarter finns listade i Catalogue of Life.